# Maltebrunia
Maltebrunia là một chi thực vật có hoa trong họ Hòa thảo (Poaceae).

## Loài
Chi Maltebrunia gồm các loài: